# Panagiotis Giannakis
Panagiotis "Notis" Giannakis (Grieks: Παναγιώτης "Νότης" Γιαννάκης) (Nikaia, 1 januari 1959), is een Grieks voormalig basketballer en basketbalcoach die voor vier clubs in Griekenland speelde.

## Carrière
Giannakis speelde vanaf 1972 bij Ionikos Nikaias BC. In 1984 ging hij spelen bij  Aris BC. Met Aris Thessaloniki speelde hij samen met andere grote Europese spelers zoals Nikos Galis en Slobodan Subotić, die in Griekenland bekend stond als Lefteris Soumpotits. Met Aris Thessaloniki won Giannakis zeven Griekse kampioenschappen, in de jaren 1985, 1986, 1987, 1988, 1989, 1990 en 1991. Hij won zeven Griekse kampioenschappen in opeenvolgende jaren, waarvan drie gewonnen in ongeslagen seizoenen. Hij won ook zes Griekse bekertitels met Aris Thessaloniki, in de jaren 1985, 1987, 1988, 1989, 1990 en 1992. Vier van zijn zes Griekse bekertitels werden in opeenvolgende jaren gewonnen. In 1986 won hij met Aris Thessaloniki de Griekse supercup.
Giannakis verhuisde in de zomer van 1993 naar Panionios BC. Na één seizoen ging hij naar Athene om bij Panathinaikos BC te spelen. Het was bij Panathinaikos Athene dat hij zijn club carrière beëindigde. Met Panathinaikos Athene won Giannakis eindelijk het kampioenschap van de Europese clubcompetitie op het hoogste niveau, de EuroLeague. Panathinaikos en Giannakis wonnen de titel tijdens de Final Four in Parijs in 1996. Hij won datzelfde jaar ook de Griekse bekertitel met Panathinaikos Athene. Het was de zevende Griekse bekertitel die hij in zijn spelers carrière had gewonnen, naast zijn zeven Griekse kampioenschappen. In 1996 stopte hij met basketbal.
Giannakis kwam ook uit voor het Grieks nationaal basketbalteam. Hij won goud op het Europees kampioenschap basketbal mannen 1987 en won zilver op het Europees kampioenschap basketbal mannen 1989.
Giannakis begon zijn trainers carrierè bij het Grieks nationaal basketbalteam in 1997. Hij won goud op het Europees kampioenschap basketbal mannen 2005. Hij won zilver op het Wereldkampioenschap basketbal mannen 2006. Ook was hij club coach van Maroussi BC, Olympiakos Piraeus BC, Limoges CSP en Aris BC.

## Erelijst
- Grieks landskampioen: 1984-85, 1985-86, 1986-87, 1987-88, 1988-89, 1989-90, 1990-91, 1995-96
- Grieks bekerwinnaar: 1986-87, 1987-88, 1988-89, 1989-90, 1991-92, 1992-93, 1995-96
- Griekse supercupwinnaar: 1986
- EuroLeague 1996
- Europees kampioenschap:  1987,  1989